# گیگو مازینو
گیگو مازینو (ایتالیایی: Ghigo Masino؛ ‏۲ مارس ۱۹۲۱–۱۰ اکتبر ۱۹۸۵) با نام مستعار آریگو مازی (ایتالیایی: Arrigo Masi) بازیگر و کمدین اهل ایتالیا بود.
وی کارش را با بازی در نقش‌های کوچک تلویزیونی آغاز کرد و در اواسط دهه هفتاد در فیلم‌های مختلف کمدی سکسی سبک ایتالیایی نقش‌آفرینی نمود. گیگو مازینو در اواسط دهه هشتاد همزمان با افول ژانر یادشده، از سینما کناره‌گیری کرد. او چند سال پس از بازنشستگی به دلیل عوارض ناشی از عمل جراحی تانسیلکتومی درگذشت.
به گفته مورخ جنگ‌های پارتیزانی، «جووانی فرولینی»، آریگو مازی در فعالیت‌های «باندا کاریتا» (نام عامیانهٔ «اداره امنیت داخلی») در سال‌های ۱۹۴۳ تا ۱۹۴۵، متشکل از شکنجه‌گران وابسته به جمهوری سوسیال ایتالیا شرکت داشت.
از فیلم‌هایی که وی در آن‌ها نقش داشته است، می‌توان به انجیل به روایت سن فردیانو، من زامبی، تو زامبی، او زامبی، مربی اسکی، اعمال ناپاک به سبک ایتالیایی، پی‌درپی… دنیا با سکس زیباست، قصه‌های ممنوعه… دربارهٔ برهنگی و اسب عریان اشاره نمود.